# سوفا لاندفير
سوفا لاندفير (بالروسية: Софа Ландвер؛ بالعبرية: סופה לנדבר، من مواليد 28 أكتوبر 1949) سياسية إسرائيلية تشغل حاليا منصب عضو في الكنيست عن حزب إسرائيل بيتنا.